# Anabarhynchus monticola
Anabarhynchus monticola är en tvåvingeart som beskrevs av Lyneborg 1992. Anabarhynchus monticola ingår i släktet Anabarhynchus och familjen stilettflugor. Inga underarter finns listade i Catalogue of Life.